# Drustu pagasts
Drustu pagasts er en territorial enhed i Raunas novads i Letland. Pagasten havde 969 indbyggere i 2010 og 854 indbyggere i 2016 og omfatter et areal på 156,70 kvadratkilometer. Hovedbyen i pagasten er Drusti.